# Peter Carl Goldmark
Pour les articles homonymes, voir Goldmark (homonymie).
Peter Carl Goldmark, né Goldmark Péter Károly ([ˈgoldmɒɾk ˈpeːtɛɾ ˈkaːɾoj]) le 2 décembre 1906 à Budapest, décédé le 7 décembre 1977 à Port Chester, est un ingénieur de famille juive germano-hongrois naturalisé américain en 1937. Il est célèbre pour l'invention de la télévision couleur et le disque 33 tours.